# إيوان ماكلين
إيوان ماكلين (بالإنجليزية: Euan McLean)‏ هو لاعب كرة قدم وضابط شرطة بريطاني في مركز حراسة المرمى، ولد في 9 يناير 1986 في كيلمارنوك ‏ في المملكة المتحدة. شارك مع منتخب اسكتلندا تحت 21 سنة لكرة القدم. أما مع النوادي، فقد لعب مع دندي يونايتد وسانت جونستون ونادي سندرلاند.

## وصلات خارجية
- إيوان ماكلين على موقع قاعدة بيانات كرة القدم.إي يو (الإنجليزية)
- إيوان ماكلين على موقع Soccerbase.com (لاعب) (الإنجليزية)